# Asaret
Asarum
Genre
Classification phylogénétique
Asarum, les asarets, est un genre de plantes à fleurs de la famille des Aristolochiacées.
Ce sont des plantes herbacées vivaces des sous-bois aux petites fleurs brunes et aux feuilles réniformes, situées au ras du sol.

## Histoire
L'asaret (européen) est mentionné à l'article 70 du Capitulaire De Villis édicté par Charlemagne, en tant que l'une des 94 plantes que les domaines royaux se doivent de cultiver.

## Espèces
- Asarum arifolium
- Asarum bashanense
- Asarum canadense Asaret canadien
- Asarum cardiophyllum
- Asarum caudatum
- Asarum caudigerellum
- Asarum caudigerum
- Asarum caulescens
- Asarum chengkouense
- Asarum chinense
- Asarum crassisepalum
- Asarum crispulatum
- Asarum delavayi
- Asarum epigynum
- Asarum europaeum L. Asaret européen
- Asarum forbesii
- Asarum fukienense
- Asarum geophilum
- Asarum hartwegii
- Asarum heterotropoides
- Asarum himalaicum
- Asarum hongkongense
- Asarum hypogynum
- Asarum ichangense
- Asarum inflatum
- Asarum insigne
- Asarum lemmonii
- Asarum longerhizomatosum
- Asarum macranthum
- Asarum magnificum
- Asarum marmoratum
- Asarum maximum
- Asarum nanchuanense
- Asarum naniflorum
- Asarum nobilissimum
- Asarum petelotii
- Asarum porphyronotum
- Asarum pulchellum
- Asarum renicordatum
- Asarum sagittarioides
- Asarum sieboldii Asaret de Siebold
- Asarum splendens
- Asarum taipingshanianum
- Asarum tongjiangense
- Asarum wagneri
- Asarum yunnanense

## Symbolique

### Calendrier républicain
Dans le calendrier républicain, l’asaret était le nom attribué au 6e jour du mois de ventôse (généralement les 24 février grégoriens).